# Oulad M'Hammed
Oulad M'Hammed (àrab أولاد امحمد) és una comuna rural de la província de Taourirt de la regió de L'Oriental. Segons el cens de 2014 tenia una població total de 1.310 persones.